# Stacionární magnetické pole
Stacionární magnetické pole je takové magnetické pole, jehož magnetická indukce a tok se s časem nemění.
Vyskytuje se v okolí nepohybujících se permanentních magnetů a vodičů s konstantním proudem.
Velikost magnetické síly kolem vodiče s proudem spočítáme podle vzorce:
- {\displaystyle F_{m}=B*I*l} (pokud je vodič kolmý na magnetické indukční čáry)
- {\displaystyle F_{m}=B*I*l*\sin \alpha } (pokud svírá vodič s magnetickými indukčními čarami úhel alfa)
- V případě, že vodič je rovnoběžný s magnetickými indukčními čarami, velikost magnetické síly je rovna nule.[1]

V případě magnetostatického pole jsou volné proudy nulové, u stacionárního magnetického pole mohou být tyto proudy nenulové, avšak musí být konstantní. Volné proudy se tedy nemění v čase (takové proudy vznikají např. při rovnoměrném přímočarém pohybu elektrických nábojů).